# Karina Mora
Karina Patricia Mora Novelo (Mérida, Yucatán, 17 de novembro de 1980) é uma atriz, e ex-miss mexicana.

## Biografia
Durante grande parte de sua vida, viveu na cidade de Campeche onde realizou seus estudos e teve aulas de piano, guitarra, ballet clássico, jazz, danças regionais e de salão. Seus hobbies são: guitarra, piano, atletismo, basquetebol.
Em 1988, foi Miss do estado de Campeche e em 1989, foi Miss México Internacional, participando do Concurso de Miss Internacional realizado no Japão.
Aos 19 anos, fez um "casting" para entrar no CEA (Centro de Educação Artística da Televisa), com isso, mudou-se para a Cidade do México e cursou a carreira completa: 
- Oficina de Criação de Personagem (com Mauricio García Lozano)
- Oficina de Atuação (com Mauricio García Lozano)
- Oficina de Stand Up (com Miguel Galván).

## Telenovelas
- Dónde está Elisa?
- Alma Indomable (2009) .... Dubraska Sorrento
- Heridas de amor (2006) .... Lizania Luque Lemans
- Marina .... Matilde
- Corazón partido (2005) .... Alejandra
- Gitanas (2004) .... María Magdalena
- Cuento de Navidad (1999)

## Teatro
- La mujer no hace milagros .... Victória
- Parece Mentira
- Gente absurda singular .... Eva
- As muitas mortes de Danny R .... Rowena
- El luto le sienta a Electra .... Cristina
- Cita con la muerte

## Filmes
- Un Tigre en la Cama (2009)
- Entre sábanas (2008) .... Paula
- Signos Vitales (2007) (curta-metragem)
- A legenda de Malverde (2004)
- Tabledance antropologas

## Programas de televisão
- ¿Qué nos pása? (série satírica de televisão)
- Otro Rollo

## Musicais
- Homenagem a Bob Fossie
- Sonho de uma noite de verão
- Homenagem aos Beatles